# Harmonisches Dreieck
Das Harmonische Dreieck oder Leibnizsches Harmonisches Dreieck von Gottfried Wilhelm Leibniz ist analog zum Pascalschen Dreieck aufgebaut:
- Die n-te Zeile beginnt und schließt am Rand mit {\displaystyle {\frac {1}{n}}}
- Jede Zahl ist die Summe der beiden unter ihr stehenden Zahlen

{\displaystyle {\begin{array}{cccccccccccccccccc}&&&&&&&&&1&&&&&&&&\\&&&&&&&&{\frac {1}{2}}&&{\frac {1}{2}}&&&&&&&\\&&&&&&&{\frac {1}{3}}&&{\frac {1}{6}}&&{\frac {1}{3}}&&&&&&\\&&&&&&{\frac {1}{4}}&&{\frac {1}{12}}&&{\frac {1}{12}}&&{\frac {1}{4}}&&&&&\\&&&&&{\frac {1}{5}}&&{\frac {1}{20}}&&{\frac {1}{30}}&&{\frac {1}{20}}&&{\frac {1}{5}}&&&&\\&&&&{\frac {1}{6}}&&{\frac {1}{30}}&&{\frac {1}{60}}&&{\frac {1}{60}}&&{\frac {1}{30}}&&{\frac {1}{6}}&&&\\&&&{\frac {1}{7}}&&{\frac {1}{42}}&&{\frac {1}{105}}&&{\frac {1}{140}}&&{\frac {1}{105}}&&{\frac {1}{42}}&&{\frac {1}{7}}&&\\&&{\frac {1}{8}}&&{\frac {1}{56}}&&{\frac {1}{168}}&&{\frac {1}{280}}&&{\frac {1}{280}}&&{\frac {1}{168}}&&{\frac {1}{56}}&&{\frac {1}{8}}&\\&&&&&\vdots &&&&\vdots &&&&\vdots &&&&\\\end{array}}}
Die Einträge werden mit dem Symbol {\displaystyle \left[{n \atop k}\right]} bezeichnet, wobei die Nummerierung der Zeilen und Spalten mit 1 beginnt (dies wird in der Literatur nicht einheitlich gehandhabt (bei 0 bzw. bei 1 beginnend)).
Es gilt die Rekursion
{\displaystyle \left[{n \atop 1}\right]=\left[{n \atop n}\right]={\frac {1}{n}},\qquad \left[{n \atop k}\right]=\left[{n+1 \atop k}\right]+\left[{n+1 \atop k+1}\right],\quad n\geq 1,1\leq k\leq n}
Ein Zusammenhang mit den Binomialkoeffizienten des Pascalschen Dreiecks ist gegeben durch
{\displaystyle \left[{n \atop k}\right]={\frac {1}{k{\binom {n}{k}}}}={\frac {1}{n{\binom {n-1}{k-1}}}}}, d. h. die Einträge sind Stammbrüche.
Wegen {\displaystyle \sum _{k=0}^{n}{\binom {n}{k}}=2^{n}} ergibt sich somit für die Summe der Nenner in der n-ten Zeile {\displaystyle n\cdot 2^{n-1}}. Beispiel: {\displaystyle 5+20+30+20+5=5\cdot 2^{4}=80}.
Für die Summe einer Diagonale ergibt sich wegen
{\displaystyle \left[{n+k \atop k}\right]=\left[{n+k-1 \atop k}\right]-\left[{n+k \atop k+1}\right]}
die Teleskopsumme
{\displaystyle \sum _{k=1}^{\nu }\left[{n+k \atop k}\right]=\left[{n \atop 1}\right]-\left[{n+\nu  \atop \nu +1}\right]={\frac {1}{n}}-\left[{n+\nu  \atop \nu +1}\right].}
Wegen der Stammbrüche folgt durch Grenzübergang die Reihe von Leibniz:
{\displaystyle \sum _{k=1}^{\infty }\left[{n+k \atop k}\right]={\frac {1}{n}}} für {\displaystyle n\geq 1} bzw. {\displaystyle \sum _{k=0}^{\infty }{\frac {1}{\binom {n+k}{k}}}={\frac {n}{n-1}}} für {\displaystyle n\geq 2}

## Geschichte
Christiaan Huygens hatte 1672 seinem jungen Freund Leibniz die Summation der reziproken Dreieckszahlen als Aufgabe gestellt:
{\displaystyle 1+{\frac {1}{3}}+{\frac {1}{6}}+{\frac {1}{10}}+\dots +{\frac {2}{n(n+1)}}+\dots }
Er gibt als Summe 2 an. Während seines Aufenthaltes in Paris beschäftigte er sich eingehend mit den Schriften von Blaise Pascal. In einer späteren Fassung seiner Historia et Origo stellt er dem Pascalschen Dreieck sein harmonisches Dreieck gegenüber. Die Reihe ergibt sich dann aus der allgemeinen Reihe für n=2.